# 몰입상승 효과
몰입상승 효과(Escalation of Commitment)란 분명히 잘못된 결정이나 실패할 것이 확실한 일에 고집스럽게 집착하는 심리를 말한다.

## 개념
몰입상승은 개인 또는 그룹이 부정적인 결과에 직면할 때, 그들의 결정과 투자를 합리화하기 때문에 존치되는 행동 패턴이다. 관련 용어로는 매몰 비용 오류가 있는데 경제학자들과 행동 과학 연구자들은 사람들이 돈, 시간, 생명 등의 추가 투자를 정당화하는 현상을 묘사하기 위해 사용하였다. 의사결정에 있어 기대했던 이윤보다 발생하는 비용이 더 크다는 증거가 있더라도 이미 축적되어 있는 투자에 근거해서 결정을 계속 유지해나가는 것을 말한다. 여러 가지 결정 요인과 전후 관계에 영향을 받는 이들의 결정은 현재의 전후 관계에 비논리적인 것 같지만 이전에 이루어지는 행동과 결정에 대한 지지에서 발생한다. 통상 결정의 원인이 되고 있는 딜레마는 더 이상 일하지 않거나 개인 또는 그룹 손실의 원인을 사전에 선택하고 포함한다. 현재의 행동을 그만둘지, 계속할지의 선택은 어느 쪽에도 뚜렷한 결과와 분명한 선택이 아니며, 철회하기 보다는 지속할 것을 선택할 때, 몰입상승의 확대가 발생한다.
몰입상승은 사업, 정치, 도박 등의 의사결정에서 묘사돼 심리학과 사회학에서 빈번하게 사용되기도 한다. 사회학에서는 이를 ‘비이성적인 단계적 확대’ 또는 ‘약속 편향’이라고 한다.
이는 정당이 입찰 전쟁에 가담할 때 빈번하게 발생한다. 입찰자는 결국 연구와 관련된 최초의 비용을 정당화하기 위해서 경쟁적 본능의 일부로써 가치를 치르게 된다. 이 현상과 관련된 심리적이니 근본은 ‘Throwing good money after bad(이미 많은 돈을 낭비한 것에다 돈을 더 쓰다)’, ‘In for a penny, in for a pound(일단 시작한 일은 끝을 내는 것이 좋다)’와 같은 숙어에서도 확인할 수 있다. 또한 베트남 전쟁과 이라크 전쟁에서 미국의 군사 분쟁 약속을 묘사하는데도 사용되었는데, 경비와 인명 손실이 계속적인 참여를 정당화한다는 것을 설명하는데 사용되었다.
책임감을 높게 느끼는, 그리고 부정적인 피드백을 받은 사람들은 Staw의 자기 합리화 개념이 제시하듯 그들이 처음에 내렸던 의사결정을 지지하는 정보를 선호하는 경향을 나타낸다. 그리고 긍정적인 피드백을 받은 사람들은 책임감의 정도에 관계없이 인지적 이론들이 주장하는 바처럼 기존의 신념 체계에 부합하는 정보를 선호하는 경향을 보인다. 여러 변수들 중 자존심과 피드백간의 상호 작용이 유의하게 나타나는데, 즉, 자존심이 강한 사람들이 자기의 기존 의사결정을 지지하는 정보를 더 선호하며 몰입 상승 현상이 더 높게 나타난다.

## 몰입상승에 영향을 미치는 동기
몰입상승 현상에 영향을 미치는 수많은 요인들 중에서 심리적 요인에 대한 설명은 지금까지 발표된 문헌의 대다수를 차지하고 있다. 그 중 에서도 내적 정당화와 자기 효능감의 동기는 몰입상승 효과 발현의 주요 선행 요인으로 꼽힌다.

### 내적 정당화
내적 정당화 동기의 토대가 되는 개념으로 행동에 대한 사후 합리성(Retrospectively Rationality)이 심리학 분야를 중심으로 연구되어 왔다. 자기지각이론을 주장한 Bem의 표현에 따르면 ‘내가 항상 검은 빵을 먹는 이유는 그것을 좋아하기 때문이다.’는 방식을 사전 합리성이라 할 수 있고, ‘나는 항상 검은 빵을 먹기 때문에 틀림없이 그것을 좋아하는 것이다.’라는 설명 방식을 사후 합리성이라 할 수 있다. 사후 합리성의 주요 이론들로는 자기지각이론, 인지부조화이론, 자기정당화이론이 있다.

#### 인지부조화이론
인지부조화이론(Cognitive Dissonance Theory)은 사후 합리성 개념의 뿌리가 된다. 인간의 행동이 태도와 불일치할 때 부조화가 발생하는데 이런 부조화는 심리적 긴장을 일으키게 되고, 사람들은 이런 긴장을 경감시키거나 제거하려는 압력을 느낀다. 만약 행동이 어떤 방식으로 변화될 수 없다면 부조화를 경감시키는 방법은 태도를 변화시키는 것이다.

#### 자기지각이론
자기지각이론은 행동이 태도를 어떻게 변화시키는지에 대해 인지부조화이론과 동일한 예측을 하지만 전혀 새로운 해석을 시도하고 있다. Bem은 행동주의(Behaviorism)적 접근법을 통해 인지부조화이론에서 필수적인 심리적 기제인 ‘부조화(Dissonance)’ 과정을 생략한 채 사회적 맥락에서 단순히 자신의 행동에 대한 원인을 추론함으로써 사후 합리성을 추구한다고 주장했다. 사람들이 올바르게 정립된 태도를 가지지 못할 때 인지부조화이론보다 자기지각이론의 적용이 더 용이한 것이다. 반면 올바르게 정립된 태도를 보유하고 있는 경우, 자기 지각 과정보다는 부조화 과정이 나타날 가능성이 크다.
자기지각이론의 세 가지 기본 전제를 살펴보면 다음과 같다.
1)행동은 처음에는 무의식적, 습관적, 자동적 또는 다른 특출한 영향에 의해서 나타난다.
2)개인은 자신의 행동에 대해 의문을 가지거나 설명하고자 할 때 자기제시 전략의 한 부분으로써 다른 이유가 없다면 분별있고 논리적이며 일관된 모습을 보인다.
3)자신의 태도나 행동에 의문을 가질 때 그들 자신의 과거 진술과 행위, 그리고 그러한 행동이나 태도에 대한 출처를 형성함으로써 자신을 합리화하려 한다.
자기지각이론에 따르면 행동의 실제 원인이 무엇이든 간에 자신의 행동이 외적 원인에 의해서 초래된 결과라고 지각하는 사람은 마치 자신이 외적으로 동기화된 것처럼 행동하는 경향이 있다. 이와 마찬가지로 자신이 자기의 뜻에 따라서 그 활동 자체를 목적으로 삼고 행동한다고 본다면, 그 행동의 실제 원인이 무엇이든, 자신이 내적으로 동기화된 것처럼 행동하게 된다. 이처럼 자기지각이론에서는 주관적 지각이 중요하며 객관적 원인은 단지 2차적 영향만을 지니게 한다.

#### 자기정당화이론
자기정당화이론은 개인이 이전 행동을 합리화하거나 불리한 결과에 대해 스스로를 방어하려는 과정을 의미한다. 인지부조화에 관한 후속 연구를 통해 부조화이론이 타당하게 적용되는 범위를 구체화시키는 과정에서 얻어진 이론으로 보인다.
Staw는 인지부조화이론이 암묵적으로 자기정당화 과정을 포함하고 있다고 주장하면서 많은 부조화 실험에서 인지일관성을 넘어 자기정당화 욕구가 나타난다는 것을 언급했다. 또한 Pfeffer는 자기정당화가 자기지각에 비해 훨씬 활성화되어 있고 활동적인 과정이라고 하였다.

### 자기 효능감
자기 효능감이란 일상의 사건과 자신의 기능 수준에 대해 통제력을 행사하는 자기의 능력에 대한 신념을 말한다. 갖고 있는 기술이 무엇이든 각각의 조건하에서 할 수 있는 것에 대한 신념의 지표이다. 예를 들어 운전효능감에 대한 사람들의 신념을 측정할 때 그들은 시동을 걸 수 있는지, 자동변속기를 움직일 수 있는지, 운전대를 돌릴 수 있는지, 자동차를 빨리 운전하거나 정지할 수 있는지, 경적을 울릴 수 있는지, 도로 표지판이 의미하는 내용을 아는지를 판단하는 질문을 받지 않는다. 그들은 여러 수준의 도전이 있는 교통조건 하에서 적절히 자동차를 운전할 수 있는지에 대한 효능감의 강도를 판단한다.
자기 효능감은 인지·사회·정서·행동적 하위기술들이 수많은 목적을 달성하기 위해 조직화되고 효과적으로 배합되어 있는 생성적인 능력을 말하는데, 다양한 여건 하에서 개인이 소유하고 있는 기술을 이용하여 개인이 할 수 있다고 믿는 것과 관련이 있다.

#### 몰입상승 효과와 관련한 자기 효능감의 관련성 또는 시사점
개인이 지각하는 자기 효능감에 따라 행동을 선택하는 경향이 다르기 때문에 자기 효능감이 낮은 사람들은 도전적인 과제를 회피하는 반면, 자기 효능감이 높은 사람은 도전적인 과제를 선택하는 경향이 있다고 주장한다. Bandura와 Cevone는 자신의 능력에 관한 확신이 있는 사람은 추구하는 것을 이루지 못 할 때 노력을 강화시키고 성공할 때까지 지속하는 반면, 자신의 능력에 대해 의심하는 사람은 실패에 대해 쉽게 낙담한다고 주장했다. Feltz와 Riessinger는 자신의 능력에 대해 의심하거나 과제 수행 자체에 대해 불안 반응을 보일 때 과제를 포기하거나 회피하게 되지만, 자기 효능감이 높은 때에는 보다 높은 목표를 설정하여 도전적인 과제를 선택하고 노력의 양과 지속성을 배가시킨다고 주장했다

## 관련 이론

### 전망이론
전망이론(Prospect Theory)은 위험을 수반하는 대안들 간에 의사결정을 어떻게 내리는지를 설명하고자 하는 이론이다. 사람들이 이득보다 손해에 더 민감하고, 이득과 손해는 참조점을 기준으로 평가되며 이득과 손해 모두 효용이 체감적인 관계를 갖는 것으로 가정한다.
이 이론은 두 단계의 의사결정을 보여주고 있다. 첫 째로, 어떤 발견법에 의해 얻어진 경험에 의해 가능한 의사결정의 결과가 순서대로 정리된다. 특히 사람들은 기본적으로 이득과 손해가 같을 것이라고 생각되는 점을 준거점으로 잡고 이보다 낮은 경우 손해, 높은 경우 이득이라고 본다. 다음의 평가 단계에서는 사람들이 어떤 결정에 대한 효용이 어떨 것인가를 평가하게 되는데, 그들은 전망에 따른 확률에 따라 행동한다. 그리고 여기서 높은 효용을 가진 대안을 선택한다.
전망이론은 기대효용이론(Expected Utility Theory)을 반박하면서 전개되었다. 기대효용이론은 인간이 의사결정을 함에 있어서 합리성을 바탕으로 선택을 내린다는 전제를 바탕으로 사람들은 원리에 입각하여 완벽하고 합리적인 의사결정을 하며, 여러 대안 중 기대수익 혹은 소득의 크기를 기준으로 기대 효용이 가장 큰 대안을 선택한다는 것을 말한다.
이에 전망이론은 의사결정이 기대효용이론에서 가정하고 있는 바와 같이 항상 합리적인 절차에 따라 이루어지지 않으며, 인간이 위험을 회피하고자 할 때 합리적 이성보다는 감정의 영향으로 비합리적인 의사결정을 하기 쉽다며 기대효용이론을 반박하였다.

### 귀인이론
귀인이론(Attribution Theory)이란 자신이나 다른 사람들의 행동 원인을 찾아내기 위해 추론하는 과정을 설명하는 이론을 말한다. 우리는 다른 사람의 행동이나 자신의 행동을 행위자의 기질이나 성격 특성과 같은 ‘내부 요소’로 귀인할 수도 있고, 상황적인 ‘외부 요소’도 귀인할 수 있다. 이러한 행동의 원인에 대한 질문과 답을 찾아가는 과정을 통해 우리는 옳고 그름과는 별도로 행위의 원인을 명확하게 함으로써 미래의 불확실성을 줄이고 미래의 행동을 예측하기 위해 우리가 관찰한 행동에 대해 귀인 과정을 경험한다.
이러한 귀인 과정에서 다른 사람의 행동을 대체로 내부귀인하는 근본적 귀인 오류(Fundamental Attribution Error, FAE)를 범하기도 한다. FAE는 관찰자가 다른 이들의 행동을 설명할 때, 상황 요인들의 영향을 과소평가하고 행위자의 내적, 기질적인 요인들의 영향을 과대평가하는 경향을 말한다. 발생 원인으로는 사람들이 다른 사람의 행동적 원인을 처한 상황의 조건보다는 그 사람의 성격, 능력 등 개인에 초점을 맞추는 것이 있다.

### 사회정체성이론
사회정체성이론은 개인들이 소속된 집단의 일원으로서 느끼는 집단 정체성의 개념에 기반을 두고 있으며, 특정 조직에 소속된 구성원들의 유사한 태도와 행동을 설명하는 조직 정체성(Organizational Identification)의 근간이 되는 이론이다. 조직 정체성이란 조직의 고유한 특성을 말하며, 조직에 속한 구성원이 조직과 하나라는 생각을 하거나 소속감을 지각하고 있는 것으로 정의된다.
사회정체성이론에 의하면 개인은 사회집단에 소속됨으로써 집단 정체성을 갖게 되며, 멤버로써의 소속감을 인지하여 자신이 가진 개인 정체성(Personal Identitiy)에 대한 답을 구성한다.
기존 연구들은 위와 같은 사회 정체성, 그 중에서도 조직 정체성이 공식적인 가입 절차로 인한 멤버십의 부여, 또는 외형적으로 존재하는 집단에의 꾸준한 참여로 인해 형성된다고 하였다. 또한 일부 연구에서는 개인이 집단에 대해 느끼는 애정과 소속감으로 인해 해당 개인의 생산성과 작업 만족도가 높아진다는 사실이 밝혀졌다.

## 유형 또는 유사한 심리적 개념

### 확증편향
확증편향이란 원하는 특정 결론에 도달하기 위해 이전에 가지고 있던 특정한 태도를 유지하려는 방어적 동기(Defence Motivation)가 주어진 정보를 개인 자신의 목표를 타당화하는 방향으로 보거나 목표에 맞게 왜곡, 기억함으로써 최종 판단을 자신이 원하는 결론으로 나가게끔 하는 것을 말한다. 방어적 동기의 활성화는 자신이 이미 생각했던 결론을 정당화시키기 위해 추론과정에서 기억과 정보검색을 왜곡시키며, 기존의 인식 또는 태도와 일치하는 편향된 정보처리를 하게하고, 확증편향과 관련된 동기화된 처리를 하게 할 가능성을 높인다.
확증편향은 사람들이 자신이 원래 생각하던 것, 즉 현재 고려중인 가설과 일치하는 증거만을 주로 탐색하는 경향을 말하며, 정도의 차이가 있을 뿐 거의 모든 사람들이 가지고 있기 때문에, 인간 사고에 있어 가장 심각한 오류로 인식되어 오고 있다.

### 매몰비용 오류
매몰비용이란(Sunk Cost) 경제 주체가 의사결정을 하고 실행한 이후에 발생하는 비용 중 회수할 수 없는 비가역적 비용(irreversible cost)을 말한다. 경제학적인 관점에서 보면, 역사적이고 회복 불가능한 비용은 무시해야 하고, 합리적인 의사결정은 오직 추가적인 비용과 이익에 대해서만 고려해야 하지만, 사람들은 매몰비용에 대하여 과대평가하게 되고 결과적으로 이에 대한 투자를 지속하려는 경향이 있다. 또한 이전의 손실이 있었음에도 불구하고 계속 위험을 추구하려는 경향이 나타나며, 자신의 이전 행동을 정당화하려는 경향이 나타난다.
이러한 비합리적 의사결정은 실험실 상황이 아닌 실제 상황에서도 관찰되었고, 매몰비용 효과가 장기간에 걸친 행동에서도 관찰될 수 있다는 것을 보여주었으며, 개인적인 의사결정 상황에서 빈번하게 관찰된다.

### 기점화와 조정
기점화(anchoring)는 우연한 값 또는 목표와 관련이 없는 값이 기준이 되어 이후의 추정치가 이 값(Anchor)을 향하여 편향되는 현상이다. Tversky와 Kahneman은 사람들이 모르는 양적 수치를 추정할 때, 기점값을 기준으로 적당한 값이 나올 때까지 목표 값을 조정하는 과정을 기점화-조정 추단(Anchoring-and-Adjustment Heuristic)이라고 불렀다.
기점화 현상이 발생하는 원인으로는 두 가지가 존재한다. 불충분한 조정에 의해서 발생하는 것이 아니라 기점값과 일치하는 정보에 대해 선택적인 접근(Selective Accessibility)이 높아지기 때문에 발생하는 것과, 기점값이 사람들이 추론할 때 후보로써 이용할 수 있는 제안(suggestion) 값으로 작동하며 기점값은 목표 값을 추정하는 시작점(Starting Point)이 된다는 시각이다.
또한 기점화 과정이 일어나는 단계는 3단계로 구분되는데 다음과 같다.
1단계 - 기점값의 존재는 기억이나 환경으로부터 정보를 얻는 첫 번째 단계에 영향을 주어 선택적으로 정보를 점화시킨다.
2단계 - 기점값은 정보를 통합하는 두 번째 단계에서 특정 정보에 가중치를 주어 더 중요하게 취급하도록 영향을 준다.
3단계 - 응답 단계에서도 기점값은 가장 그럴듯한 답에 도달하는 조정 과정에 영향을 줄 수 있다.

### 틀 효과
틀 효과(framing effect)란 어떤 선택 상황에서 대안들이 기술되는 방식에 따라 사람들의 선호도가 변화하는 것을 말한다. 이 효과는 Tversky와 Kahneman이 최초로 제안한 전망이론에서 언급된 것으로, 사람들이 긍정틀에서는 확실한 대안을 선호하는 반면 부정틀에서는 불확실한 대안을 선호한다는 것을 실험적으로 검증하면서 알려지게 됐다. 동일한 기댓값을 가진 상황들임에도 제시되는 틀에 따라 대안 선택의 결과가 달라진다는 것을 보여준 이 이론은 경제학을 비롯한 많은 사회과학분야에서 인간을 합리적이고 계산적인 존재로 가정하는 것에 반대하는 명확한 증거가 됨으로써 지속적으로 많은 관심 속에서 다양하게 확장 발전을 거듭하며 연구되고 있다.
우리가 전형적으로 알고 있는 틀 효과는 ‘위험한 선택 틀 효과’라고 불리는데 이는 잠정적인 미래 결과가 긍정적으로 틀지어지느냐, 부정적으로 틀지어지느냐에 따라 개인들이 위험을 기꺼이 감수하려는 태도가 달라지게 때문에 발생하는 틀 효과이다. 긍정적으로 틀지어진 결과보다는 부정적으로 틀지어진 결과에 대해 위험을 감수하는 경향이 더 강한 것으로 알려져 있다.
또한 이득틀에서 위험을 회피하는 경향이 강하게 나타고 손실틀에서 위험을 추구하는 경향이 강하게 나타나면 이를 ‘양방향 틀 효과(Bidriectional Framing Effect)’라고 부른다.

## 몰입 상승을 감소시키는 요인
몰입 상승에 관한 연구는 오랜 시간 축적되어 왔지만 이에 반해 몰입 상승을 감소시키는 요인들에 대해서는 체계적인 분류가 없었다. 하지만 몰입 상승을 감소시키는 요인들에 대한 방법으로 많은 연구가 있어왔고, Ross와 Staw의 분류 체계의 틀에 따르면 크게 경제적 요인과 심리적 요인으로 분류가 된다.

### 경제적 요인

#### 투자 상황이나 비용에 관한 정보 제공
투자 상황이나 비용에 관한 정보를 더 많이 제공한다는 것은 상황을 보다 명확하게 인식하게 하여 몰입상승을 감소시키는 전략이다. 불확실한 상황을 확실한 상황으로 변화시켜, 몰입상승 감소에 영향을 끼친다. 하지만 개인 의사 결정에 대한 시사점이 부족하고 확실한 상관관계가 있음을 집중 조명한 연구가 다소 부족하다.

#### 부적 피드백 축적
반복적인 실패로 인한 부적 피드백의 축적은 개인적 책임과 함께 자기정당화 동기의 핵심 요인으로서 몰입상승 효과의 감소세와 상호작용한다는 것이 증명됐다. 또한 부적 피드백의 축적을 연구하는 것은 연속적인 의사결정이라는 몰입상승 효과의 본질을 탐색할 수 있게 한다. 부적 피드백을 의사결정 상황에서 연속적으로 조작했을 경우 몰입상승 효과가 감소되는 것으로 나타났다. 예를 들어, Staw와 Fox는 높은 책임 조건의 피험자들의 경우, 최초의 부적 피드백이 제시될 때에는 몰입상승 효과가 나타나지만, 두 번째 피드백이 제시되었을 때, 매우 크게 감소된다는 것을 보여주었다. 세 번째 부적 피드백이 제시되었을 때, 다시 몰입상승이 나타나지만 최초의 부적 피드백이 제시되었을 때만큼 크게 증가하지는 않았다. McCain은 연속적인 의사 결정 상황을 설계한 다음, 계속적인 부적 피드백 상황에서 투자를 계속 했을 때 몰입상승은 투자의 첫 번째 단계에서 나타난 반면, 이후의 단계에서는 몰입하강이 나타났다.

### 심리적 요인

#### 과정에 의한 평가
Simomson과 Staw는 몰입하강은 최종 결과보다는 의사결정 과정에 기초한 책임이 있을 때 몰입상승의 제약을 일으킨다는 것을 실증 연구를 통해 증명했다. 의사결정자에게 과정에 기초해서 책임을 부여한 조건, 특히 효과적이거나 비효과적인 의사결정 전략을 사용한다면 이런 자료는 다른 학생이나 교수에게 공유된 것이라고 언급한 조건에서 의사결정자의 몰입을 유의하게 감소시키는 것으로 나타났다. 그러나 결과에 대한 책임을 부여한 조건에서는 유의한 결과가 나타나지 않았다.
이 결과는 의사결정 과정에 대한 책임의 증가는 몰입상승을 감소시키는 반면 의사결정 결과에 대한 책임은 몰입상승을 강화시킨다는 것을 보여주었다. 따라서 ‘책임의 정도’라기 보다는 ‘책임의 유형’이 고려되어야 한다는 것을 보여주었다.

#### 정기적인 감시
실제로 몰입상승이 나타나는 많은 프로젝트는 거의 감시되거나 검열이 이루어지지 않고 있는데, Drummond는 조사연구를 통해 정기적인 프로젝트에 대한 검열과 평가가 이루어질 때, 몰입상승이 감소될 것이라는 것을 보여주었다. 정기적인 검열과 평가는 기존의 관행을 따르는 인지적 휴리스틱보다는 객관적인 평가를 하도록 의사결정자를 자극하기 때문에 몰입상승 효과를 감소시킨다고 해석할 수 있다.

#### 외부의 독립된 평가자의 평가
의사결정자는 자신이 선택한 프로젝트나 자신의 경력에 위협을 주는 프로젝트를 평가하는데 객관적일 수 없다. 따라서 독립된 외부의 감사는 객관적으로 판단할 것이고 몰입상승을 감소시킬 것이다.

## 관련 학자

### Barry Staw
Barry Staw는 1980년부터 Barkeley Haas School of Business에서 교수직을 맡았다. ‘Research in Organizational Behavior’의 창립자이자 공저로써, 이 책은 분석적 논문과 비판적 리뷰 분야에서 인용 횟수로 상위 10위권 안에 들었다. 그의 유명한 저서로는 ‘The Psychological Foundations of Organizational Behavior’, ‘Psychological Dimensions of Organizational Behavior’ 등이 있다.
Barry Staw의 논문은 개인의 특성에는 상승효과를 나타내고자 하는 경향이 있다는 것을 결론으로 한다. 이는 이러한 경향을 가진 사람들의 행동이 행동 과정의 일련 과정 중 하나로써 지각적으로 연관되어 있다는 것을 말한다. 이 행동 과정에서 정당화와 지속적인 영향력은 모두 더 객관적인 상황 요소를 기각해 온 것으로 나타난다.
상승효과의 주요 잠재성은 나가고 들어오는 이익을 통해 인식되는 자원 할당이나 투자 결정, 직무 경력, 선택, 그리고 관리자가 책임을 위임받은 정책 결정 등을 포함하는 이유에 의해 발생한다. 이 때 개인은 상승효과에 대해 특히 경계하는 태도를 보이며, 의사결정에서의 균형을 회복하기 위해서 대응하는 태도를 분명히 취한다.
Barry Staw는 경영자에 대한 재교육, 보수적 지속성에 반하는 가치를 인식시키기 위한 재사회화, 조직원의 수행 평가 방안 개선 등의 방법을 통해 의사결정자가 몰입상승의 경향에서 벗어나 올바른 방향으로 나아갈 수 있다고 주장한다.

### Joel Brockner
Joel Brockner는 SUNY-Stony Brook and a Ph.D.에서 심리학 분야, Tuffs University에서 사회·개인적 심리학 분야에서 학위를 취득하였다. 그 후 1984년부터 Columbia Business School에서 교수로써 복직하였다.
Joel Brockner는 변화 관리, 리더십, 의사결정관리, 개인적 역할, 그리고 문화 간 차이에 따른 과업 행동을 포함한 직장 내 심리학적 이슈의 다양성 측면에서 권위자로 활동하고 있다. 그는 개인이 몰입상승 상황일 때 어떻게 의사결정을 하는가, 고용인의 자기 효능감에 대한 원인과 결과, 그리고 직장에서의 정의로운 행동에 대한 네 권의 책을 출간하였다.
Joel Brockner의 논문은 기존 연구에 날카로운 반대 입장을 취하며 자기 정당화 이론이 상승적인 행동의 설명에 중요한 역할을 수행한다는 것에 대한 증거를 제시한다. 그러나 자기 정당화 이론은 몰입상승에 대한 극히 부분적인 해석을 제공할 뿐이다.
상승효과를 더 완벽히 설명하기 위해서 개인·상호·그룹·조직 차원의 분석을 하며 다양한 이론들이 서로 다른 정도의 설명 능력을 가진다는 생각 하에 이론적인 직관을 사용하여 연구하였다. 이 때 설명 능력은 몰입상승이 발생한 선행 사건의 필요성을 강조하는데 사용됐다.